# مديرية المعافر

تعديل مصدري - تعديل

مديرية المعافر إحدى مديريات محافظة تعز في اليمن. بلغ عدد سكانها 110924 نسمة عام 2004.

## التقسيم الإداري
تتكون مديرية المعافر من سبع عزل:
- عزلة المشاولة
- عزلة الأنبوه الاعلى
- عزلة الجبزية
- عزلة السواء
- عزلة الشعوبة
- عزلة الصنة
- عزلة الكلائبة
- عزلة شرجب